# Locul fosilifer Suslănești
Locul fosilifer Suslănești (monument al naturii) este o arie protejată de interes național ce corespunde categoriei a III-a IUCN (rezervație naturală de tip paleontologic), situată în județul Argeș, pe teritoriul administrativ al comunei Mioarele.
Rezervația naturală declarată prin Legea Nr.5 din 6 martie 2000, se află în partea estică a satului Suslănești, în apropierea drumului național (DN73D) Boteni - Mușcel - Suslănești - Fântânea și se întinde pe o suprafață de 3,50 hectare.
Aria protejată reprezintă o zonă de deal săracă în vegetație, brăzdată de șanțuri rezultate în urma fenomenelor de șiroire sau  a torentelor de apă de pe versanți; cu depozite oligocene bogate în disodil și menilit,unde au fost descoperite resturi fosile ale mai multor specii de pești.